# Jean-Louis Hodoul
Jean-Louis Hodoul est un footballeur français né le 1er avril 1946 à Marseille (Bouches-du-Rhône). 1,78 m
Ce défenseur fait carrière à Marseille, Bastia et à Troyes.

## Carrière de joueur
- 1964-1972 : Olympique de Marseille
- 1972-1973 : SEC Bastia
- 1973-1977 : Troyes Aube Football
- 1977-1978 : CA Digne (entraîneur-joueur)[1]

## Palmarès
- Champion de France en 1971 et 1972
- Vice-Champion de France en 1970
- Vainqueur de la Coupe de France en 1969 et 1972
- Vainqueur du Challenge des Champions en 1971
- Finaliste du Challenge des Champions en 1969